# 北魣
北魣為輻鰭魚綱鱸形目鯖亞目金梭魚科的其中一種，分布於西大西洋區，從加拿大至墨西哥灣海域，體長可達46公分，棲息在沿海，屬肉食性，以魚類為食，具利齒，易造成創傷。